# Abbaye de Mariengarden
L'abbaye de Mariengarden est une abbaye des Oblats de Marie-Immaculée à Burlo, un quartier de Borken, dans le Land de Rhénanie-du-Nord-Westphalie, dans le diocèse de Münster.
Pour la différencier de l'abbaye de Kleinburlo, on l'appelle aussi abbaye de Großburlo. Au Moyen Âge et à l'époque moderne, elle est occupée par les cisterciens et les guillemites. Après la sécularisation en 1803, elle accueille une école des Oblats en 1920.

## Histoire
Vers 1220, un oratoire est bâti. Entre 1242 et 1245, il est la propriété de l'abbaye de Marienborn. En 1245, des guillemites hollandais s'installent. En 1447, le pape Nicolas V ordonne le transfert aux cisterciens.
En 1398, le nom de Mariengarden apparaît pour la première fois.
Entre 1585 et 1589, le monastère subit des pillages durant la guerre de Quatre-Vingts Ans.  Il est de nouveau détruit par la guerre de Trente Ans. Le 19 octobre 1765, une convention est signée entre la province de Gueldre et la principauté épiscopale de Münster pour attribuer l'abbaye à la principauté.
À la suite de la sécularisation en 1803, les terrains, les bâtiments et les dépendances, en particulier la bibliothèque monastique, deviennent la possession de la principauté de Salm. Le monastère accueille ensuite une école. En 1920, les oblats de Marie-Immaculée redonnent au lieu une activité religieuse et fondent une école privée.

## Architecture
Vers 1220, un oratoire est construit. Vers 1300, l'église est bâtie. Elle est achevée en 1474. Elle est reconstruite en 1682.
À la fin du XVIIe siècle, les ailes nord et est sont construites. L'aile ouest date de 1718. En 1752, on élève un cimetière au sud de l'église. Quelques années, une sacristie est édifiée au-dessus. Après la dissolution du monastère en 1823, l'aile orientale est détruite.